# シークレット・インベージョン (テレビドラマ)
『シークレット・インベージョン』（Secret Invasion）は、マーベル・スタジオが製作するアメリカ合衆国のインターネットテレビシリーズ。2023年6月21日よりDisney+にて配信。

## あらすじ
トニー・スタークの葬式に参列して以降、地球を離れていた元S.H.I.E.L.D.長官にしてアベンジャーズの影の立役者であるニック・フューリーが、地球外からのある脅威に立ち向かうべく再び地球へと帰還する。

## 登場人物・キャスト
ニック・フューリー
演 - サミュエル・L・ジャクソン、日本語吹替 - 竹中直人
元S.H.I.E.L.D.長官にして、アベンジャーズ計画の発案者。本作の主人公。トニー・スタークの葬式に参列して以降地球を離れていたが、ある脅威に対処するべく地球へと帰還する。
タロス
演 - ベン・メンデルソーン、日本語吹替 - 関俊彦
優れた擬態能力を持つスクラル人の将軍。かつて、フューリーと共にクリー帝国との戦争を終結させ、キャロル・ダンヴァースと共に生き残った同胞を探しに旅立った。
グラヴィク
演 - キングズリー・ベン＝アディル、日本語吹替 - 笠間淳
タロスの部下であったテロリスト。一向に新天地が見つからない事に業を煮やしてタロスの元を離反。その後地球を奪うためにテロリストとなる。そしてロシアの原子力発電所を拠点として大規模なテロ活動を行っている。
マリア・ヒル
演 - コビー・スマルダーズ、日本語吹替 - 本田貴子
元S.H.I.E.L.D.副長官にして、ニック・フューリーの側近。第1話にてフューリーに変装したグラヴィクに銃撃され倒れる。
ジェームズ・“ローディ”・ローズ（擬態） / ラーヴァ
演 - ドン・チードル、日本語吹替 - 目黒光祐
アメリカ空軍大佐で、トニー・スタークの親友兼相棒でもあったローディ/ウォーマシンに擬態したスクラル人過激派の一人。
エヴェレット・ロス
演 - マーティン・フリーマン、日本語吹替 - 森川智之
元アメリカ空軍パイロットにして、かつてアベンジャーズの内乱で対テロ共同対策本部の副司令官を務めていたCIA捜査官。
ガイア
演 - エミリア・クラーク、日本語吹替 - 清水理沙
タロスとソレンの娘。
ソーニャ・ファルズワース
演 - オリヴィア・コールマン、日本語吹替 - 進藤尚美
MI6特別捜査官。
プレスコット
演 - リチャード・ドーマー
CIAエージェント。
リットソン
演 - ダーモット・マローニー、日本語吹替 - 原康義
アメリカ合衆国大統領。
デリック
演 - トニー・カラン
イギリスの首相。
イタリア首相
演 - サヴェリオ・ブオノ
ソレン
演 - シャーロット・ベイカー(人間としての姿)、ケイト・ブレイスウェイト(スクラルとしての姿)
グラヴィクに殺害されたタロスの妻でありガイアの母のスクラル人女性。
パゴン
演 - キリアン・スコット
グラヴィクの側近。
ベト
演 - サミュエル・アデウンミ
スクラル人。
プリシラ・フューリー
演 - シャーレイン・ウッダード、日本語吹替 - 一柳みる
フューリーの妻でありスクラル人。
クリス・スターンズ
演 - クリストファー・マクドナルド
ニュース番組のホストに変装したスクラル人。
エリザベス・ヒル
演 - ジュリエット・スティーヴンソン
マリア・ヒルの母。
リック・メイソン
演 - O・T・ファグベンル、日本語吹替 - 関智一
かつてナターシャ・ロマノフに協力した調達屋。

## エピソード
| 通算 話数 | タイトル               | 監督         | 脚本                                                                               | 公開日        |
| --------- | ---------------------- | ------------ | ---------------------------------------------------------------------------------- | ------------- |
| 1         | "復活" "Resurrection"  | アリ・セリム | カイル・ブラッドストリート & ブライアン・タッカー                                  | 2023年6月21日 |
| 2         | "約束" "Promises"      | 〃           | 台本:ブライアン・タッカー 物語:ブラント・エンゲルシュタイン & ブライアン・タッカー | 2023年6月28日 |
| 3         | "裏切り" "Betrayed"    | 〃           | ロクサヌ・パレディス & ブライアン・タッカー                                        | 2023年7月5日  |
| 4         | "愛された者" "Beloved" | 〃           | ブライアン・タッカー                                                               | 2023年7月12日 |
| 5         | "収穫" "Harvest"       | 〃           | マイケル・ビム & ブライアン・タッカー                                              | 2023年7月19日 |
| 6         | "故郷" "Home"          | 〃           | カイル・ブラッドストリート & ブライアン・タッカー                                  | 2023年7月26日 |